# Pyrgocyphosoma arvernum
Pyrgocyphosoma arvernum är en mångfotingart som först beskrevs av Ribaut och Henri W. Brölemann 1932.  Pyrgocyphosoma arvernum ingår i släktet Pyrgocyphosoma och familjen knöldubbelfotingar. Inga underarter finns listade i Catalogue of Life.